# Elusa ignea
Elusa ignea là một loài bướm đêm trong họ Noctuidae.